# Liste der Biografien/Konn
Liste der Biografien |
Portal Biografien |
Personensuche
# |
A |
B |
C |
D |
E |
F |
G |
H |
I |
J |
K |
L |
M |
N |
O |
P |
Q |
R |
S |
T |
U |
V |
W |
X |
Y |
Z |
?
 
Ka |
Kb |
Kc |
Kd |
Ke |
Kf |
Kg |
Kh |
Ki |
Kj |
Kl |
Km |
Kn |
Ko |
Kp |
Kr |
Ks |
Kt |
Ku |
Kv |
Kw |
Ky |
Kx |
Kz
 
Koa |
Kob |
Koc |
Kod |
Koe |
Kof |
Kog |
Koh |
Koi |
Koj |
Kok |
Kol |
Kom |
Kon |
Koo |
Kop |
Kor |
Kos |
Kot |
Kou |
Kov |
Kow |
Kox |
Koy |
Koz
 
Kona |
Konc |
Kond |
Kone |
Konf |
Kong |
Konh |
Koni |
Konj |
Konk |
Konl |
Konm |
Konn |
Kono |
Konp |
Konr |
Kons |
Kont |
Konu |
Konv |
Konw |
Kony |
Konz
Die Liste der Biografien führt alle Personen auf, die in der deutschsprachigen Wikipedia einen Artikel haben. Dieses ist eine Teilliste mit 54 Einträgen von Personen, deren Namen mit den Buchstaben „Konn“ beginnt.

## Konn
- Könn, Willi (1912–1997), deutscher Grafiker, Maler und Holzschneider

### Konna
- Konnan (* 1964), kubanisch-amerikanischer Wrestler
- Konnath, Joseph Thomas (* 1952), indischer Geistlicher, Bischof der Eparchie Battery

### Konne
- Könnecke, Gustav (1845–1920), deutscher Archivar, Literaturhistoriker
- Könnecke, Gustav (1908–1992), deutscher Acker- und Pflanzenbauwissenschaftler
- Könnecke, Mike (* 1988), deutscher Fußballspieler
- Könnecke, Ole (* 1961), deutscher Illustrator und Kinderbuchautor
- Könnecke, Otto (1892–1956), deutscher Jagdflieger im Ersten WeltkriegOtto Könnecke (1892–1956)

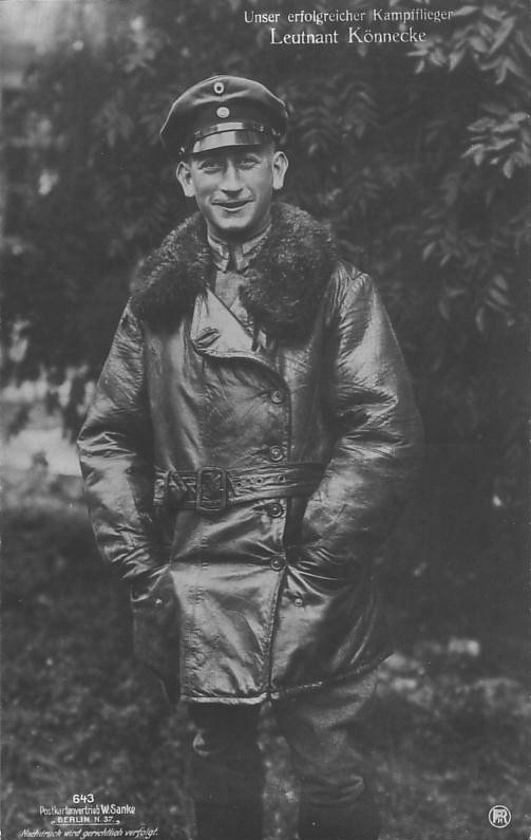
Otto Könnecke (1892–1956)

- Konneh, Kafumba († 2015), liberianischer Repräsentant des Islam und Menschenrechtsaktivist
- Könneker, Barbara (1935–2024), deutsche Germanistin
- Könneker, Carsten (* 1972), deutscher Wissenschaftsjournalist
- Könneker, Kea (* 1977), deutsche Schauspielerin
- Könneker, Marie-Luise (* 1945), deutsche Autorin
- Könnemann, Erwin (1926–2016), deutscher Historiker
- Könnemann, Eva (* 1973), deutsche Filmemacherin und Künstlerin
- Könner, Alfred (1921–2008), deutscher Verlagslektor und Schriftsteller
- Konner, Lawrence (* 1949), US-amerikanischer Drehbuchautor und Produzent
- Könner, Manuel (1885–1968), deutscher römisch-katholischer Bischof, Prälat von Foz do Iguaçu
- Könner, Norbert (* 1966), deutscher Jazztrompeter und Flügelhornist
- Könneritz, Eduard von (1802–1875), deutscher Beamter
- Könneritz, Erasmus von (1515–1563), sächsischer Hofbeamter und Rittergutsbesitzer
- Könneritz, Hans Heinrich von (1790–1863), deutscher Rittergutsbesitzer und Diplomat
- Könneritz, Hans von (1864–1924), deutscher Rittergutsbesitzer und Politiker, MdL (Königreich Sachsen)
- Könneritz, Heinrich von († 1551), böhmischer Berghauptmann und Münzmeister
- Könneritz, Julius Ferdinand von (* 1762), sächsischer Landtagsdeputierter
- Könneritz, Julius Traugott von (1792–1866), sächsischer Politiker und Regierungschef
- Könneritz, Karl von (1794–1871), preußischer Generalleutnant
- Könneritz, Leonce von (1835–1890), deutscher Politiker, MdR, Jurist und Rittergutsbesitzer, sächsischer Finanzminister
- Könneritz, Richard von (1828–1910), deutscher Rittergutsbesitzer, Diplomat und Politiker, Landtagspräsident im Königreich Sachsen
- Konnerth, Arthur (1882–1953), rumänischer Politiker der deutschen Minderheit
- Konnerth, Arthur (* 1953), deutscher Neurophysiologe
- Konnerth, Johann (* 1966), deutscher Trompeter
- Konnertz, Winfried (* 1941), deutscher Kunstkritiker
- Könnes, Dieter (* 1971), deutscher Radio- und FernsehmoderatorDieter Könnes (* 1971)

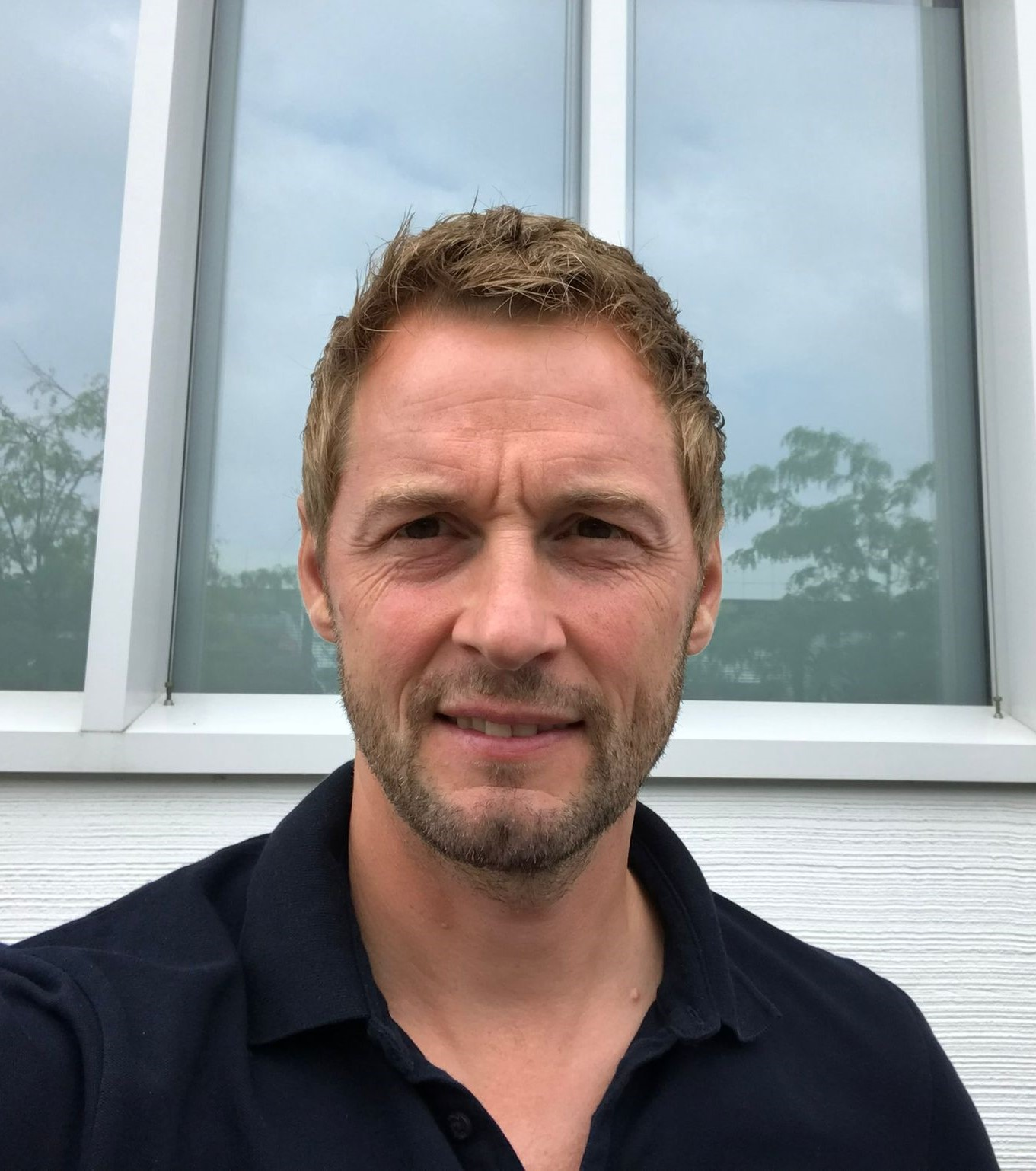
Dieter Könnes (* 1971)

### Konni
- Konnikova, Maria (* 1984), russisch-amerikanische Schriftstellerin, Journalistin, Psychologin und Pokerspielerin
- Konnikow, Alexander Nikolajewitsch (* 1942), sowjetischer Sprinter
- Könning, Helmut (* 1952), deutscher Politiker (CDU), Bürgermeister von Stadtlohn
- Könning, Schaukje (* 1963), deutsche Schauspielerin und Synchronsprecherin
- Konningen, Alf (1901–1978), norwegischer Skirennläufer

### Konno
- Konno, Akira (* 1974), japanischer Fußballspieler
- Konno, Akitsugu (1944–2019), japanischer Skispringer
- Konno, Ford (* 1933), US-amerikanischer Schwimmer
- Konno, Hideki (* 1965), japanischer Spieleentwickler bei Nintendo
- Konno, Ibuki (* 2001), japanischer Fußballspieler
- Konno, Kazuya (* 1997), japanischer Fußballspieler
- Konno, Misako (* 1960), japanische Schauspielerin und Autorin
- Konno, Nirihiro, japanischer Skispringer
- Konno, Taisuke (* 1992), japanischer Fußballspieler
- Konno, Yasuyuki (* 1983), japanischer Fußballspieler
- Konno, Yuiko (* 1980), japanische Fußballspielerin
- Konnopke, Max (1901–1986), deutscher Fleischer und Berliner Imbissbudenbesitzer
- Konnow, Jewgeni Wadimowitsch (* 1992), russischer Pianist

### Konnu
- Konnula, Margus (* 1974), estnischer Lyriker

### Konny
- Konnyu, Ernie (* 1937), US-amerikanischer Politiker